# بابی رهال
رابرت وودوارد «بابی» رهال (انگلیسی: Robert Woodward "Bobby" Rahal؛ زادهٔ ۱۰ ژانویهٔ ۱۹۵۳ در مدینا، اوهایو) رانندهٔ سابق مسابقات اتومبیل‌رانی اهل ایالات متحده آمریکا است که در فصل ۱۹۷۸ در مجموع در دو گراند پری از مسابقات جهانی فرمول یک شرکت کرد، اما موفق به کسب هیچ امتیازی نشد.